# Dan Zetterström
Dan Zetterström, född 1 juni 1954, är en svensk konstnär och ornitolog. Han är främst verksam inom genren fågelmåleri och är mest känd för sin medverkan i fälthandboken Fågelguiden tillsammans med Lars Svensson och Killian Mullarney. Han har också designat flera svenska frimärken.